# Casa Pere Gendra
Casa Pere Gendra és un edifici del municipi de Granollers (Vallès Oriental) protegit com a bé cultural d'interès local.

## Descripció
És un edifici d'habitatges amb tres façanes i una mitgera. Consta de tres plantes amb un altre cos que sobresurt en forma de frontó, amb una finestra al carrer Navarra. Els elements formals són representatius de la darrera etapa acadèmica (noucentista) de M. Raspall, caracteritzada pel retorn a les formes populars. Apareixen també detalls formals d'art Déco.

## Història
L'activitat industrial del segle xix portà la indústria tèxtil a Granollers, ciutat que començà la seva creixença amb les manufactures cotoneres i llurs indústries auxiliars, les quals van estendre la trama urbana fora del recinte emmurallat i prop de les vies de comunicació, tot iniciant l'allargament del nucli urbà entre el Congost i el ferrocarril de França. És així com la carretera de Barcelona-Ribes es converteix en l'eix de la ciutat, zona d'eixample al final del segle xix, on trobem representats els moviments arquitectònics dels darrers cent anys, des de la casa Torrebadella, del 1899, a aquesta casa de veïns dels anys 30, la del costat, de Trullàs, del 1935, i el museu de l'any 1976.